# Копрофобия
Копрофо́бия (от др.-греч. κόπρος — «помёт, экскременты» и φόβος — «страх») — патологическое, неврозоподобное состояние панического страха перед калом. Человек, страдающий копрофобией, испытывает панические атаки либо отвращение на грани паники при виде отходов жизнедеятельности живых организмов (экскрементов) и/или процесса дефекации.

## Терапия
Терапия осуществляется посредством медикаментов (см. медикаменты), а также психотренинга.